# 古城町 (熊本市)
古城町（こじょうまち）は熊本県熊本市中央区の町名。2024年7月1日現在の人口は37人。郵便番号は860-0003。

## 地理
熊本市の中心部に位置し、熊本城の城域の南側に位置し、一部が特別史跡「熊本城跡」に指定されている。北西で宮内、北で二の丸、南と西で新町。坪井川を挟んで南東で桜町と隣接する。

## 歴史

### 地名の由来
室町時代の大永・享禄年間に菊池氏の家臣であった鹿子木親員（寂心）が菊池氏の命により隈本城を築いた事による。（詳細は熊本城を参照）

### 年表
- 1933年（昭和8年） - 町域の一部がが史跡「熊本城跡」の一部に指定される。

- 1955年（昭和30年） - 町域の一部が特別史跡「熊本城跡」の一部に指定される。

## 交通

### バス
- 熊本都市バス - 第一高校東門バス停

## 施設
- 熊本県立第一高等学校（古城町の大半を占める）
- 古城堀端公園